# 姚弛
姚 弛（ヤオ・チー、1998年2月26日 - ）は、中華人民共和国の歌手 俳優。
陝西省西安市出身。

## 経歴
2018年、騰訊視頻音楽番組明日之子第二季に参加。2019年、愛奇藝青年励志バラエティー 《青春有你》《青春藝能學院》に参加。
2019年7月29日、李婷婷と李俊霆と青春励志校園ドラマ《放學別走》を青島にて撮影開始。